# Grande Loja Nacional Portuguesa
A Grande Loja Nacional Portuguesa (GLNP) é uma Obediência Maçónica Portuguesa, exclusivamente masculina. Histórica e temporalmente, é a terceira Obediência Maçónica em Portugal, tendo sido inicialmente constituída com 4 Lojas e 50 Obreiros que não quiseram tomar posição entre as partes em confronto na Cisão da Casa do Sino e decidiram seguir uma terceira via. Todas as suas Lojas e Obreiros iniciais eram, pois, provenientes da obediência regularmente consagrada pela Grande Loja Nacional Francesa, denominada Grande Loja Regular de Portugal. 
A Grande Loja Nacional Portuguesa (GLNP) tem diversas Lojas e Triângulos espalhados por Portugal, sendo a única Obediência Maçónica no país que, por opção, mantém a sua sede no interior, mais concretamente, em Bragança. 

## História
A constituição, filosofia e movimento da Grande Loja Simbólica / Grande Loja dos Antigos e Aceites Maçons de Portugal (1882) serviu de inspiração para o movimento de 1996 que leva a criação da Grande Loja Nacional Portuguesa. 
Assim, nesse ano de 1996, as Lojas e Maçons com origem na Maçonaria Regular, após a cisão da Grande Loja Regular de Portugal e em Assembleia Geral, decidiram “recriar o espírito da Grande Loja dos Antigos Maçons”, na esperança que as divergências na Grande Loja Regular de Portugal fossem ultrapassadas. Mas a paz maçónica, tão necessária e essencial aos Maçons, não estava a ser conseguida. Desta cisão resultou, também, a Grande Loja Legal de Portugal/GLRP.
Em 9 de março de 2000 e com a anexação da Loja "Luz do Norte", da Grande Loja Regular de Portugal, Lojas e maçons regulares, constituíram, por escritura pública, a associação civil com o nome de "Grande Loja Nacional Portuguesa". 
Foi criado o Centro de Estudos Fernando Pessoa, que promove e organiza colóquios e congressos, tendo realizado em Lisboa, no dia 25 de Março de 2006, o I Congresso Maçónico aberto ao público, o qual foi realizado numa universidade e amplamente divulgado na comunicação social. Contudo, a GLNP mantém e incentiva uma grande discrição, não se comprometendo nem envolvendo, como instituição, em temas ideológicos paralelos, deixando tais iniciativas ao livre arbítrio pessoal dos seus filiados. 
Em 2009 e por aceitação fraterna entre Irmãos, em Assembleia Geral, foi aceite a criação de uma outra Grande Loja maçónica, denominada por Grande Loja Unida de Portugal, para que os ritos em uso pudessem ser mais bem desenvolvidos junto dos maçons regulares e tradicionais, sendo esta nova Grande Loja criada e consagrada pelo Grande Priorado das Gálias, em Paris, França, com membros regulares da Grande Loja Nacional Portuguesa.
Teve como sede o Palácio Maçónico, situado no Solar dos Condes de Vinhais em Mirandela, sendo reconhecida de imediato pela Maçonaria Regular Continental, em contraponto com a Maçonaria Regular Anglo-Saxónica que reconheceu a Grande Loja Legal de Portugal. Atualmente, a GLNP tem a sua sede em Bragança.

## A Actualidade
A Grande Loja Nacional Portuguesa tem diversos Tratados de Amizade e de Reconhecimento Mútuo com várias Grandes Lojas, nomeadamente, com:
| Europa                             | África                         | Ásia                      | América                       |
| ---------------------------------- | ------------------------------ | ------------------------- | ----------------------------- |
| Grande Loja da Bulgária            | Grande Loja Unida de Marrocos  | Grande Loja do Líbano     | Grande Loja Valle de México   |
| Grande Loja das Canárias           | Grande Loja do Togo            | Grande Loja da Índia      | Grande Loja Salvadorenha      |
| Grande Loja da Áustria             | Grande Loja dos Camarões       | Grande Loja das Filipinas | Grande Loja do Uruguai        |
| Grande Loja Confederada de Espanha | Grande Loja Simbólica do Gabão | entre outras              | Grande Loja do Equador        |
| Grande Loja Simbólica (OPERA)      | entre outras                   |                           | Grande Loja Mexicana do Texas |
| Grande Loja da Grécia              |                                |                           | Grande Loja do Peru           |
| Grande Loja da Hungria             |                                |                           |                               |
| Grande Loja de Itália              |                                |                           |                               |
| Grande Loja da Letónia             |                                |                           |                               |
| Grande Loja da Rússia              |                                |                           |                               |
| Grande Loja da Moldávia            |                                |                           |                               |
| Grande Loja da Roménia             |                                |                           |                               |
| Grande Loja da Sérvia              |                                |                           |                               |
| Grande Loja Checa                  |                                |                           |                               |
| Grande Loja de França              |                                |                           |                               |

Os obreiros desta Grande Loja são os representantes da Maçonaria Regular e Tradicional em Portugal, fazendo parte da Confederação das Grandes Lojas da Europa e da Confederação Internacional das Grandes Lojas Unidas de R∴E∴A∴A∴. 
É também uma Obediência Regular pela sua origem, no sentido em que todas as Lojas e maçons eram provenientes de uma Grande Loja regular, reconhecida e consagrada regularmente, onde se mantinha a crença em Deus e na sua vontade revelada, exigindo isso a todos os novos Iniciados.

São representantes Regulares, pela origem acima referenciada, e Tradicionais, pela aplicação dos usos e costumes emanados da Constituição de Anderson de 1723. 

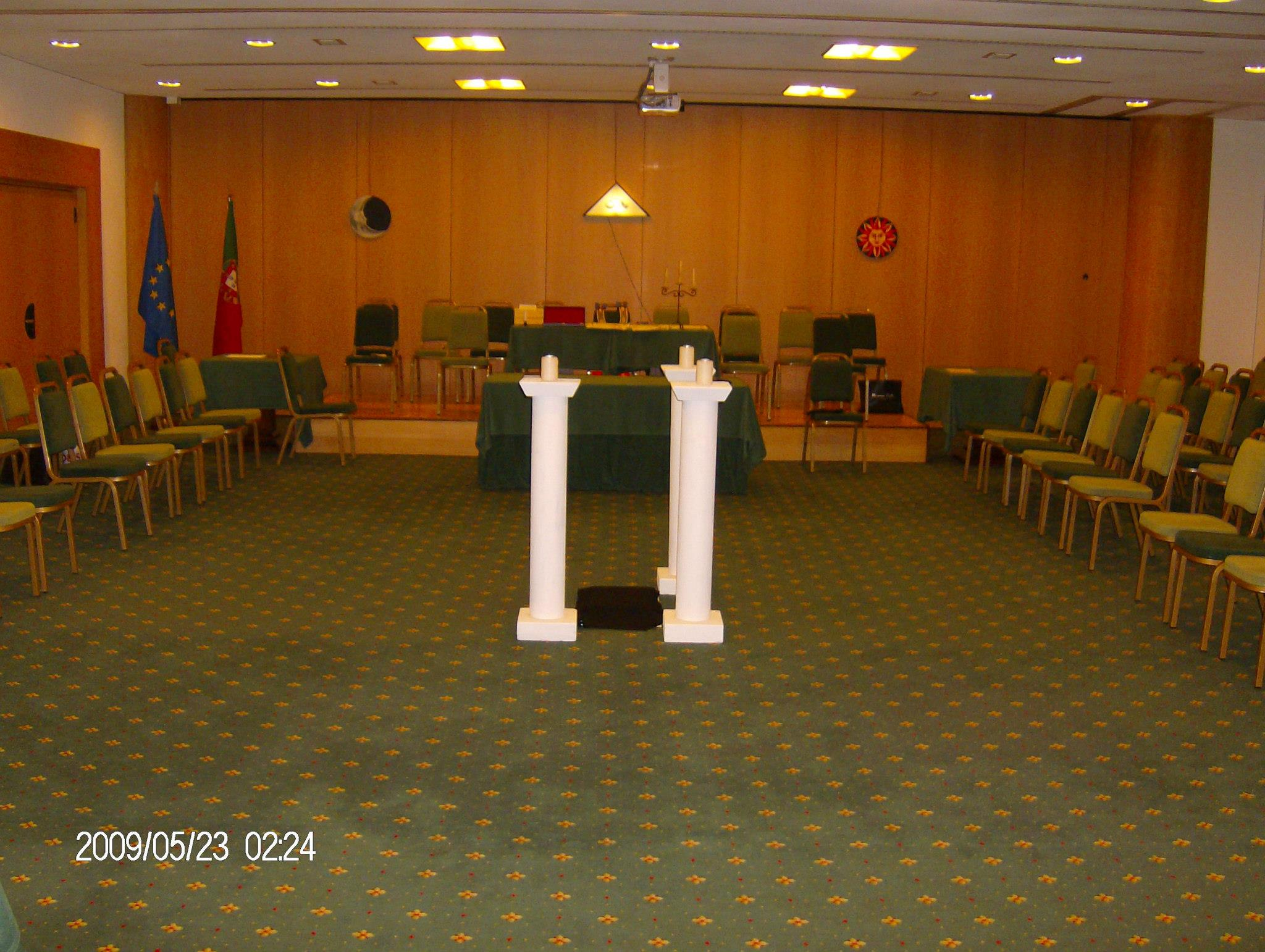
Templo Maçónico

Integrando diversas Lojas e Obreiros espalhados pelo País e, sendo uma das principais Obediências nacionais, tem pleno controlo sobre as Lojas. É independente e autónoma, autoridade única e incontestada sobre os três primeiros Graus Simbólicos, não partilhando a sua autoridade com outras organizações.
Em todas as circunstâncias são expostas as Três Grandes Luzes da Maçonaria sendo, a Bíblia, o Livro Sagrado. Os seus trabalhos iniciam-se com a Bíblia aberta no prólogo do Evangelho de S. João. Existe uma interdição das discussões políticas e religiosas em Lojas, aplicando o rigor no uso e na defesa dos Landmarks e do espírito maçónico tradicional (tradição consagrada na Constituição de Anderson), nos usos e costumes do Ofício e só são admitidos candidatos com a crença em Deus.
Na GLNP e nas Lojas que dela fazem parte, é tolerada ainda a presença de outros Volumes da Lei Sagrada, junto à Bíblia, no momento da prestação do juramento profano, no dia da Iniciação, se a pessoa a ser admitida pertencer a uma religião diferente. A Bíblia, na Maçonaria Tradicional, representa um símbolo e não é interpretado como um livro de qualquer religião revelada, mesmo que seja a do novo Iniciado.
Todos os compromissos e juramentos, desde a sua fundação e até à presente data, são prestados sobre o Livro da Lei Sagrada, ligando a consciência do Iniciado à transcendência do Divino. É uma Obediência Maçónica exclusivamente masculina.

## Ritos e Rituais

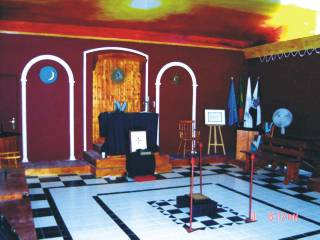
Templo da GLNP

Coube à Grande Loja Nacional Portuguesa a manutenção e defesa do Rito Escocês Antigo e Aceite, trabalhando nos três primeiros graus simbólicos do Rito Escocês Antigo e Aceite (1º Grau – Aprendiz ; 2º Grau – Companheiro; 3º Grau – Mestre Maçon), focando-se o estudo aprofundado do conhecimento histórico, simbólico e filosófico da Maçonaria. 
A Grande Loja Unida de Portugal foca-se na manutenção e desenvolvimento do Rito Francês, Rito Escocês Retificado e Rito Escocês da Escócia.
O Rito Escocês Antigo e Aceite que praticam desde a fundação da Grande Loja e na sequência do mesmo que foi desenvolvido na Europa, não é por estes maçons entendido como um substituto da religião, pela razão de que não se entregam a uma verdade revelada e não vão à Loja para adorar nela o Eterno. Trabalham em sua Glória e praticam a evocação do Grande Arquitecto do Universo no caminho do transcendente, cabendo a cada um desses maçons interpretar esse símbolo em função do seu próprio entendimento.
Promoveram individualmente, como maçons, a criação de um Supremo Conselho de Portugal do Rito Escocês Antigo e Aceite, para que melhor instruísse os elementos constitutivos dos graus seguintes, remontando alguns ao século XIII. O seu espírito remonta a uma época muito antes do período judaico-cristão; a sua filosofia é muito anterior à antiguidade Greco-Romana.
Praticam a sua Maçonaria sem eliminar do seu método de trabalho nenhum dos símbolos e mantendo o maior escrúpulo na realização ritualizada do mesmo.

## Grão-Mestre (Mandato de 2023/2025)
Em 2023, foi eleito para um mandato de dois anos, como XV Grão-Mestre da Grande Loja Nacional Portuguesa, Nuno Tinoco Ferreira.

## Hiperligações
1. ↑  Cf. Breve história da Grande Loja Nacional Portuguesa - Maçonaria Portuguesa consultado em 08/07/2025
2. ↑  Cf. Compromissos e Valores: Palavras do XV Grão-Mestre da GLNP consultado em 08/07/2025.
3. ↑  «Centre d'étude maçonnique portugais». Hiram.be (em francês). 29 de abril de 2010. Consultado em 22 de novembro de 2019
4. ↑  «Centro de Estudos Maçónicos Fernando Pessoa - Maçonaria em Portugal». grande-loja-antigos. Consultado em 10 de novembro de 2019
5. ↑  «GPDG»
6. ↑  «GPDG Site»
7. ↑  Cf. Maçonaria - Página OFICIAL da Grande Loja Nacional Portuguesa - Portugal, onde se refere que a sua sede é na Av. das Forças Armadas, 25, R/C Direito, 5300-440 Bragança.
8. ↑  «Grand Lodge of Bulgaria»
9. ↑  «GLUI - The Most Worshipful Grand Lodge». www.glui.org. Consultado em 22 de novembro de 2019
10. ↑  Admin, Di (25 de janeiro de 2011). «Nuovo Protocollo di Amicizia Internazionale con la Grande Loja Nacional Portuguesa - 21 Gennaio 2011». Grande Oriente Italiano (em italiano). Consultado em 22 de novembro de 2019
11. ↑  «Parteneri - Loja BACOVIA 3 Or:. BACAU». sites.google.com. Consultado em 26 de dezembro de 2019
12. ↑  «GLS»
13. ↑  Turbet, Jean-Laurent. «Déclaration de la Confédération des Grandes Loges Unies d'Europe du 22 septembre 2012.». Bloc notes de Jean-Laurent sur les Spiritualités (em francês). Consultado em 13 de dezembro de 2019
14. ↑  Cf. .: Confédération Internationale des Grandes Loges Unies REAA - CIGLU :. Visitado em 08/07/2025.
15. ↑  Cf. Nuno Tinoco Ferreira : O Novo Grão-Mestre da Grande Loja Nacional Portuguesa consultada em 08/07/2025.
16. ↑  Cf. Grão-Mestre Nuno Tinoco Ferreira Assume a Liderança da GLNP consultado em 08/07/2025